# میخال کلاسا
میخال کلاسا (چکی: Michal Klasa؛ زادهٔ ۱۹ دسامبر ۱۹۵۳) دوچرخه‌سوار اهل چکسلواکی بود.
وی در مسابقات کشوری و بین‌المللی در مجموع برندهٔ ۱ مدال نقره، ۴ مدال برنز شده‌است.